# Asakazu Nakai
Asakazu Nakai (Kōbe, 29 agosto 1901 – 28 febbraio 1988) è stato un direttore della fotografia giapponese.
Ha ottenuto una nomination all'Oscar alla migliore fotografia nel 1986 per Ran di Akira Kurosawa. Con Kurosawa ha collaborato in altre occasioni tra cui Cane randagio (1949), Vivere (1952), I sette samurai (1954), Barbarossa (1965) e Dersu Uzala - Il piccolo uomo delle grandi pianure (1975).